# Un sol para los chicos
Un sol para los chicos es un evento anual benéfico televisivo argentino emitido y realizado por los canales de televisión eltrece, Volver y Quiero música en mi idioma, junto con UNICEF, en Argentina. El programa es dedicado exclusivamente a la captación de donaciones de dinero para esta institución, por parte de empresas y televidentes. Estos últimos son incentivados mediante juegos telefónicos con personajes famosos y sorteos. 
El programa tiene un conductor central y figuras especialmente de eltrece, y se emite todos los años en el sábado anterior al Día del niño en Argentina, durando por lo general 9 horas y 30 minutos. Además del programa emitido en vivo, se realizan conciertos musicales con el mismo fin de recaudar fondos para donarlos.
Con el fin de ayudar a UNICEF a recaudar fondos para llevar a cabo su tarea en el país, se creó un programa de televisión que desde 1994 pasó a emitirse exclusivamente por eltrece, con el nombre Un sol para los chicos.
Este compromiso de apoyo ininterrumpido es clave no solo para recaudar fondos que permitan continuar y ampliar el trabajo de UNICEF. También es esencial para poder difundir a la sociedad su tarea en el país, brindarle información sobre la situación de los chicos y movilizarla para que conozca y haga conocer, respetar y cumplir sus derechos. 
El 19 de septiembre de 2020, Un sol para los chicos se emitió por eltrece de 18:00hs a 21:30hs. Es la primera vez que duró sólo tres horas y media y se emitió de forma remota, debido a la pandemia de COVID-19. Solo participaron los conductores y no hubo público presente. 
El sábado 11 de septiembre de 2021, día en que se festeja en Argentina el Día del maestro y se conmemoró el 20° aniversario del Atentado de las Torres Gemelas, se hizo la 30° edición de Un sol para los chicos, conducidos por Guido Kaczka y Laurita Fernández.

## Historia
El 9 de agosto de 1992, con motivo del Día del Niño, se llevó adelante una experiencia comunicacional que no tenía antecedentes en la Argentina. Por primera y única vez en el país se consiguió que los 5 canales nacionales de TV (América Te Ve, ATC, Canal 9 Libertad, Telefe y Canal 13) realizaran la transmisión conjunta, en cadena nacional (reservada únicamente para actividades extraordinarias del gobierno argentino), de un programa de televisión con fines benéficos. El único precedente en telemaratones realizados en el país hasta ese momento fue el cuestionado programa Las 24 horas de las Malvinas organizado y transmitido por ATC el 8 y 9 de mayo de 1982.
Todos por los niños se tituló la emisión realizada con el objetivo de recaudar fondos para los proyectos de UNICEF en la Argentina. A esta iniciativa se sumaron más de 40 canales provinciales, municipales y de cable. El programa contó con la participación de personalidades del espectáculo, la cultura y el deporte. En el transcurso del programa, que se emitió de 10 a 13h, se estimó que la cantidad de espectadores en Capital Federal fue de 1.800.000 personas y que 5 millones de personas lo vieron en el país.
Al año siguiente se dio continuidad a esta idea; pero no fue posible repetir la transmisión conjunta. En ese año hubo móviles de recaudación de fondos en Capital Federal y Gran Buenos Aires, Córdoba, Mendoza, Rosario, Mar del Plata, Tucumán, San Carlos de Bariloche, Gral. Roca y Formosa. 
Ese año fue el primero trasmitido en forma exclusiva a través de Canal 13 y el primero que condujo Julián Weich. 
En 1994 nació el nombre Un sol para los chicos y la emisión anual del programa ya no fue un desafío exclusivo de UNICEF, sino también de El Trece. Por tanto, y a fin de sellar la relación, se decidió integrar el logo del sol que identifica a la emisora al nombre del programa.
En el año 2003, Julián Weich dejó de conducir el programa por su pase a Telefe, y la conducción quedó en manos de Piñón Fijo, que años más tarde sería acompañado primero por Mariana Fabbiani, y después por Ernestina Pais.
En 2008, el programa fue conducido por la cantante uruguaya Natalia Oreiro y el actor y comediante Miguel Ángel Rodríguez, labor que repetirían al año siguiente acompañados de Andrea Politti, los hermanos Weinbaum, María Laura Santillán, Andy Kusnetzoff, José María Listorti y Monchi Balestra, este último en calidad de "conductor invitado" ya que en ese momento no realizaba programa alguno en radio ni en televisión. 
En 2010 se sumó por primera vez, desde que ingresó a la cadena, el reconocido productor y presentador de televisión, periodista y dirigente deportivo y empresario Marcelo Tinelli.
En 2017, el programa especial cambió de formato 4:3 a 16:9 en imagen HD, a la Resolución estándar.
El sábado 11 de septiembre de 2021, Canal 13 y Volver emitieron la edición número 30° aniversario. El programa fue conducido por Laurita Fernández junto a Guido Kaczka, y duró desde 15:30 hasta 21:30.
El sábado 3 de septiembre de 2022, volvieron a conducción de Guido y Laurita la edición 31 de #UnSol2022, del mismo del año anterior.

## Cronología
- 1994: Se recaudó por primera vez más de 1 millón de pesos y el programa se transmitió durante 12 h.
- 1996: A partir de este año la transmisión de Un sol tuvo una duración de 6 horas.
- 2001: Se cumplieron 10 años de la emisión de Un sol.
- 2002: Se realizó el primer show en el Luna Park.
- 2003: La fórmula del año anterior es repetida.
- 2004: Lo obtenido supera por primera vez más de 2 millones de pesos (650 000 dólares, aprox.).
- 2005: Más de 2 500 000 pesos recaudados (860 000 dólares, aprox.).
- 2006: El evento cumple 15 años con $3 110 000 recaudados (poco más de 1 millón de dólares).
- 2007: Lo obtenido ascendió a $4 580 000 (más de 1 400 000 dólares).
- 2008: Se realiza en el Luna Park, recaudan $5 230 000 (más de 1 700 000 dólares).
- 2009: Se realizó nuevamente en el Luna Park. Sobre el final de la transmisión, cerca de las 22:00, anunciaron que las donaciones alcanzaron el récord de $5 505 476 (más de 1 400 000 dólares).
- 2010: Se realizó por tercer año consecutivo en el Luna Park y con el debut del reconocido productor y presentador de televisión Marcelo Tinelli en la conducción. La transmisión se llevó a cabo entre las 14:10 y las 23:50, superando largamente la cifra del año anterior con $8 161 642 (más de 2 millones de dólares).
- 2011: El Luna Park volvió a ser la sede principal del evento que celebró su edición número 20 (motivo por el cual fue objeto de un homenaje de parte de APTRA durante la entrega de los Martín Fierro del 22 de mayo de 2011). La emisión realizada de 13:30 a 22:40 fue, además, la primera en ser transmitida y archivada en el sistema HDTV. Por segunda vez consecutiva, la cifra del año anterior fue largamente superada con $12 141 461 (supera los 2 800 000 dólares). La última hora de programa fue presentada por el reconocido productor y presentador de televisión Marcelo Tinelli, el actor y productor Adrián Suar, el presentador Guido Kaczka y el comediante, exintegrante de Videomatch y también presentador José María Listorti. Julián Weich, Ernestina Pais y Matías Martin también fueron homenajeados debido a que ellos presentaron la cruzada solidaria en más oportunidades por sobre los demás rostros. Al final de la jornada, el propio canal también fue homenajeado por parte de la directiva de UNICEF que vino especialmente desde Nueva York. Cocinaron Jimena Monteverde y Noelia Pompa
- 2012 (12 de agosto): El Luna Park volvió a ser la sede principal del evento. Condujeron: María Laura Santillán y Sergio Lapegüe; José María Listorti y Sofía Zámolo; Eugenio Weinbaum y Sebastián Weinbaum; Guido Kaczka; Mariano Iúdica. Además la presencia de grupos y solistas como: el venezolano Ricardo Montaner, el puertorriqueño Luis Fonsi, el español Ismael Serrano y el chileno Beto Cuevas; los argentinos Chaqueño Palavecino, Teen Angels y Marcela Morelo. Además, hubo móviles en vivo desde Posadas (Misiones) con un recital del trío pop mexicano Reik; en Villa Allende (Córdoba) donde se presentó Piñón Fijo; en Rosario (Argentina) con la presentación del cantautor Coti; y desde Tigre (Buenos Aires). Por otra parte, el concurso de canto Soñando por cantar tuvo un segmento especial dentro del extenso programa con la conducción de Mariano Iúdica, quien además anunció la mayor donación en la historia del evento: 1,8 millones de pesos por parte de la empresa de correos OCA producto de la venta de una estampilla conmemorativa del evento. El cómputo final arrojó $14 309 929 (casi 2,3 millones de dólares).
- 2013 (10 de agosto): El Luna Park volvió a ser de nuevo la sede del principal evento. Condujeron; Guido Kaczka; Mariana Fabbiani y Natalia Oreiro. Logró juntar 17.531.826 pesos en total (prácticamente 2 millones de dólares).
- 2014 (16 de agosto): El Luna Park vuelve a ser la sede principal del evento. Condujeron: Guido Kaczka; Natalia Oreiro; José María Listorti; Paula Chaves; Silvina Escudero; Nicolás Magaldi; Iván de Pineda y Gabriela Sobrado. El programa se emitió desde las 13:00 hasta las 22:00 y logró $27 152 247, siendo esta cifra una recaudación récord (poco más de 2.056.000 dólares).
- 2015 (8 de agosto): El Luna Park vuelve a ser la sede principal del evento. Condujeron: Guido Kaczka; José María Listorti; Paula Chaves y Mariana Fabbiani. El programa se emitió desde las 13:00 hasta las 22:00 y logró juntar $38 103 579[1] (poco más de 2,5 millones de dólares).
- 2016: Con el lema ¡Un sol para los chicos, cumple 25 años!, se realizó el sábado 13 de agosto en el Luna Park. Como todos los años se trasmitió en vivo a partir de las 12 horas hasta las 22 por la pantalla de El Trece. A lo largo del programa se pudieron disfrutar diferentes shows musicales de reconocidos artistas nacionales e internacionales como los argentinos Abel Pintos, Axel, Luciano Pereyra y Lali. Las donaciones alcanzaron un nuevo récord de $52 827 793 pesos (más de 3 443 000 dólares).
- 2017 (12 de agosto): Se realizó en Tecnópolis, el canal fue nuevamente en El Trece donde el programa fue emitido desde las 12 hasta las 22 horas. En los shows tocaron bandas como los estadounidenses CNCO, el colombiano Juanes, el español ganador de Operación Triunfo 2001 David Bisbal y el elenco de las series de Disney, Soy Luna y O11CE; y los argentinos Axel, Los Pericos y Toco Para Vos. Las donaciones alcanzaron un tope de $75 347 959. (más de 4 055 000 dólares).
- 2018 (11 de agosto): Desde el comienzo, la etiqueta #UnSol2018 fue tendencia en Argentina. Terminó con una recaudación total de $103.610.912 (3.512.234,31 dólares).
- 2019 (10 de agosto): #UnSol2019, se realizó en Tecnópolis con artistas de la talla de los colombianos Piso 21, los mexicanos Jesse & Joy, los venezolanos Mau y Ricky, el español Antonio José y los argentinos Axel, Luciano Pereyra, Tini, J Mena, Lit Killah, Ruggero Pasquarelli, Fernando Dente, el elenco de las series juveniles Go! Vive a tu manera y O11CE; y Lelé (hija del presentador Marcelo Tinelli). Se recaudaron 105.695.146$. Que en dólares es 1.776.000.
- 2020 (19 de septiembre): Se recaudaron $141.395.025. Que en dólares es 1.877.692 (19 de septiembre)
- 2021 (11 de septiembre): Se recaudaron $215.970.245 (equivalente a 1.167.406,73 dólares estadounidenses), y estuvo como invitada la joven cantante argentina María Becerra.
- 2022 (3 de septiembre): Se realizó en el Estadio Obras Sanitarias, se recaudaron $331.250.573 (equivalentes a 1.162.282,71 dólares estadounidenses).
- 2023 (12 de agosto): Se recaudaron $463.298.560 (USD 765.782,74).
- 2024 (10 de agosto): Se recaudaron $905.542.815 (USD 966.940,56).
- 2025 (9 de agosto): Estuvieron invitados La K'onga, Luciano Pereyra, Rusherking, La T y la M y Un Verano, se recaudaron $1.945.634.333 (USD 1.455.180,34).

## Sedes
- 1992: Estudios de ATC
- 1993-2001: Artear
- 2002-2016: Luna Park
- 2017-2019: Tecnópolis
- 2020-2022: Estadio Obras Sanitarias
- 2023-presente: Predio Floral de Escobar

## Equipo

### Conductores
- Mariana Fabbiani (2013-2020)
- Guido Kaczka (2011-presente)
- Iván de Pineda (2012-2019)
- Laurita Fernández (2021-2023)
- María Belén Ludueña (2025-presente)
- Mario Massaccesi (2025-presente)

### Embajadores
- Julián Weich (1994-2001)
- Piñón Fijo (2003-presente)
- Natalia Oreiro (2006-presente)